# Malika (Keur Massar)
Pour les articles homonymes, voir Malika.
Malika est l'une des 6 communes d'arrondissement de département de Keur Massar (Sénégal). Située à l'entrée de la presqu'île du Cap-Vert, à l'est de Dakar.
La localité est à l'origine un ancien village lébou, érigée en commune d'arrondissement en 1996.

## Géographie
La Commune d'arrondissement de Malika est située au Nord-Est du département de Pikine dans l'arrondissement des Niayes et es délimitée comme suit :
|               | Océan Atlantique |                         |
| Yeumbeul Nord | Malika           | Département de Rufisque |
|               | Keur Massar      |                         |

## Population
La population de la commune atteint 32 131 habitants lors du recensement de 2013, son taux d'accroissement annuel est de 7,8 % sur la période 2002-2013.

## Personnalités liées
- Anta Babacar Ngom, entrepreneure, est née à Malika.